# Zabójstwo Andrieja Karłowa
Zabójstwo Andrieja Karłowa – zabójstwo ambasadora Rosji Andrieja Karłowa w stolicy Turcji, Ankarze.

## Zabójstwo
19 grudnia 2016 Andriej Karłow uczestniczył w otwarciu wystawy zatytułowanej „Rosja oczami Turków. Od Królewca do Kamczatki”. Podczas wygłaszania przemówienia został zastrzelony przez 22-letniego policjanta Mevlüta Merta Altıntaşa. Po dokonaniu morderstwa Altıntaş wykrzyczał hasło Allahu Akbar!. W zdarzeniu obrażenia odniosły trzy osoby. Według tureckich i rosyjskich mediów zabójstwo było aktem zemsty za sytuację w syryjskim mieście Aleppo. Sprawcę zamachu zastrzelili funkcjonariusze służb tureckich. Andrieja Karłowa pochowano 22 grudnia 2016 na cmentarzu w Moskwie.

## Sprawca
Mevlüt Mert Altıntaş urodził się 24 czerwca 1994 w Söke w Turcji. Był absolwentem liceum w Söke i szkoły policyjnej w Izmirze.